# 연사종
연사종(延嗣宗, 1366년 ∼ 1434년)은 고려 말 조선 초의 무신이다. 본관은 곡산(谷山). 자는 불비(不非), 시호는 정후(靖厚)이다. 함경도 함주(咸州) 출신이다. 조선의 개국공신으로 곡산부원군(谷山府院君)에 책봉되었다.

## 생애
1388년(고려 우왕 14) 요동(遼東) 정벌 때 이성계 휘하에서 장군 진무(掌軍鎭撫)로서 공을 세워 조선이 건국되자 개국원종공신에 책봉되었고, 1393년(태조 2) 회군공신 3등에 책록되었다.
1401년(태종 1) 제2차 왕자의 난 때 대장군(大將軍)으로서 정안군(定安君)을 도와 좌명공신(佐命功臣) 4등에 책록되었다. 이어 상장군(上將軍)·호조 전서(戶曹典書)를 거쳐 곡성군(谷城君)에 봉해졌다.
1407년 판한성부사(判漢城府事) 겸 우군 총제(右軍摠制)가 되었고, 1410년 동북면 병마 도절제사(東北面兵馬都節制使)가 되었다.
1422년(세종 4) 삼군 도진무(三軍都鎭撫)에 임명되고, 의정부 참찬(議政府參贊)을 거쳐 중군 도총제(中軍都摠制)를 역임하였으며, 4월 곡산부원군(谷山府院君)에 훈봉되었다.
연사종은 관화(寬和)하고 공검(恭儉)하였다. 일찍이 자손들을 경계하여 말하기를, "내가 초래(草萊)의 천박한 재질(材質)로써 과분히 임금의 알아주심을 입어 가장 높은 직위에 이르렀으되, 항상 조심하여 혹 남의 헐뜯음을 당할까 걱정하였으니, 너희들은 이를 경계하여 응견(鷹犬)이나 성색(聲色) 같은 것을 일체 멀리 하라." 하였다.
1434년(세종 16) 5월 8일 졸하자 세종은 3일간 조회를 정지하고 예장(禮葬)하였다. 시호를 정후(靖厚)라 하니, 너그럽게 즐거워하며 잘 죽음이 정(靖)이요, 사려가 틀림 없는 것이 후(厚)이다.

## 묘소
묘는 원래 서울특별시 노원구 하계동에 위치하고 있었으나, 1991년 도시계획 사업으로 충청북도 증평군 도안면 화성리로 이장되었다. 2013년 12월 15일 증평군의 향토유적 제18호로 지정되었다.

## 가족
- 할아버지 : 연단서(延丹書)
  - 아버지 : 연주(延柱)
    - 아들 : 연경(延慶)
    - 아들 : 연비(延庇)
    - 아들 : 연음(延廕)